# 다케나카 로
다케나카 로(일본어: 竹中 労: 1928년 3월 30일 - 1991년 5월 19일)는 일본의 르포라이터, 아나키스트, 평론가다.
도쿄도 출신. 삽화가 다케나카 에이타로의 아들로, 본명은 츠토무다. 